# 华相手蟹属
华相手蟹属（学名：Sinosesarma）为相手蟹科的一个属。

## 下属物种
本属包括以下物种：
- 唐氏华相手蟹 Sinosesarma tangi (Rathbun, 1931)